# Ernst Seiltgen
Ernst Seiltgen (* 4. Mai 1928 in Moers; † 29. September 2004) war ein deutscher Schauspieler, Theaterregisseur und Theaterintendant.

## Leben und Wirken
Seiltgen studierte 1947 bis 1950 Theaterwissenschaft, Literaturgeschichte und Psychologie in Köln und Bonn. Danach erhielt er Schauspielunterricht in Bonn und trat 1950 sein erstes Engagement an den Städtischen Bühnen Ulm an, wo er bis 1954 blieb.
Von 1954 bis 1957 war er Regieassistent an den Münchner Kammerspielen und von 1957 bis 1960 Lehrer an der Otto-Falckenberg-Schule in München. 1958 begann er mit eigenen Inszenierungen an den Münchner Kammerspielen und am Nationaltheater Mannheim.
Von 1960 bis 1962 war Seiltgen Erster Spielleiter an den Städtischen Bühnen Augsburg, von 1963 bis 1966 Oberspielleiter Schauspiel an den Wuppertaler Bühnen und von 1967 bis 1970 Intendant am Landestheater Württemberg-Hohenzollern in Tübingen.
Von 1970 bis 1973 war er Intendant am Theater Oberhausen und von 1973 bis 1994 Intendant des Stadttheaters Ingolstadt. 1974 eröffnete er die Freilichtbühne und 1985 das Studio im Herzogskasten.
Zu seinen Inszenierungen in Ingolstadt gehörten Hahnenkampf von Heinrich Lautensack (1974), die Uraufführung von Axel Plogstedts Die frühen Dreißiger… (1975), Verbrannte Dichter von Rainer Behrend (1979), Der seidene Schuh von Paul Claudel (1980), Peer Gynt von Henrik Ibsen (1985) und die Uraufführung von Lena Christs Hochzeiter (1987). Als Gastregisseur inszenierte er unter anderem am Wiener Akademietheater Frank Wedekinds Liebestrank (1977) und am Bayerischen Staatsschauspiel Geneviève Serreaus Herzeleid einer englischen Katze (1982).
Die Bayerischen Theatertage (BTT) wurden 1983 von August Everding und ihm ins Leben gerufen.
1995 ging er als Intendant in den Ruhestand. Sein Nachfolger wurde Wolfram Krempel. Als Regisseur blieb Seiltgen, zugleich erstes Ehrenmitglied des Theaters, weiterhin aktiv, zum Beispiel mit Edward Albees Alles im Garten (1998).
Von 1957 bis 1960 spielte Ernst Seiltgen in der populären Hörspielreihe Dickie Dick Dickens von Rolf und Alexandra Becker den zweiten Erzähler. Er war verheiratet mit der Opern-, Konzert- und Oratoriensängerin Emmy Lisken. Seine Tochter, Annette Seiltgen, ist Opernsängerin.

## Auszeichnungen und Preise
- 1989: Kulturpreis der Stadt Ingolstadt